# Cuca (Argeș)
Cuca é uma comuna romena localizada no distrito de Argeş, na região de Muntênia. A comuna possui uma área de 50.00 km² e sua população era de 2206 habitantes segundo o censo de 2007.